# 眼斑孔雀雉
眼斑孔雀雉（Polyplectron germaini）是中等身形的雉。牠們約長60厘米，呈深褐色有淡黃色斑點，冠短，面部沒有羽毛及呈紅色，瞳孔褐色，上身及半數尾巴羽毛有紫藍色的大眼斑點。雄鳥及雌鳥相似。雄鳥有20條尾羽，雌鳥則有18條，且較細小。
眼斑孔雀雉是中南半島的特有種，棲息在越南南部及柬埔寨東部的半常綠乾旱森林內。雌鳥每次會生2隻蛋，蛋呈奶白色。
根據粒線體DNA及細胞核DNA的測試確定了眼斑孔雀雉與灰孔雀雉、銅尾孔雀雉及羅氏孔雀雉是屬於同一分支。但是生物地理學卻指牠們是分支中最古老的基底，在交趾支那進行臨域性或邊域性的物種形成。
眼斑孔雀雉的學名是為紀念法國殖民軍醫Louis Rodolphe Germain。
由於持續失去棲息地及有限的分佈，眼斑孔雀雉被世界自然保護聯盟列為近危，且受到《瀕危野生動植物種國際貿易公約》附錄二的保護。

## 外部連結
- ARKive
- BirdLife Species Factsheet （页面存档备份，存于）